# Cantigamente n.º 5
Cantigamente Nº 5 (1975), longa-metragem portuguesa de Ernesto de Sousa, é o quinto filme da série Cantigamente, produzida pelo Centro Português de Cinema para a RTP.

## Sinopse
Os anos sessenta a sessenta e cinco. A perda dos territórios portugueses na Índia ilustrada por um discurso de Salazar. As greves no Alentejo e o assalto ao quartel de Beja. A guerra colonial, um discurso de Amílcar Cabral e A Minha Ida à Guerra. A dramática emigração e o desenvolvimento da sociedade de consumo. As Noivas de Santo António, Coimbra e a luta académica. As composições musicais de combate e resistência que seguem o movimento reivindicativo. As canções de Fernando Lopes Graça, a actividade pioneira do Hot Clube de Portugal. Os intuitos do programa Em Órbita. Encontro de Ernesto de Sousa no café Vává com Fernando Lopes e António Pedro Vasconcelos lembrando o filme Os Verdes Anos.